# クラウス・フェッサー
クラウス・フェッサー (Klaus Fesser) は、ドイツのグライフスヴァルト大学物理学科教授である。

## 学科主任
また、物理学科主任である。

Now, he is the director of the Department of Physics.

## 講義科目
- 理論物理学セミナー
- 実験物理学II
- 固体物理学理論II
- 理論物理学特論セミナー
- 固体理論特別研究
- 物理学コロキウム

## 研究分野
- 低次元物質の物性
- プラズマ中の非線型ダイナミクス
- バイフュケーションの理論
- カーボンナノチューブ